# Handrij Zejler
Handrij Zejler (Salzenforst, 1º febbraio 1804 – Lohsa, 15 ottobre 1872) è stato uno scrittore tedesco di origine soraba.
Ha composto numerosi testi in lingua soraba, tra cui poemi religiosi, d'amore e patriottici, opere linguistiche, ballate, satire e fiabe, così come l'inno sorabo Rjana Łužica. Per tale motivo è considerato uno dei fondatori della letteratura soraba.

## Opere
- Krótke kerluse a spewancka za Serbske sule (1842)
- Serbske basnje (1855)
- Počasy (1859)
- Zhromadzene spisy (1891)